# ساروقاميش (بوكان)
قرية ساروقاميش (بالكردية: ساروقامیش) هي إحدى القرى التابعة لـفيض الله بغي في ريف قسم مركزي من مقاطعة بوكان، في محافظة أذربیجان الغربیة الإيرانية.

## السكان
حسب إحصاءات سنة 2006، بلغ إجمالي السكان في ساروقاميش 463 نسمة وعدد المساكن 77 مسكن. لغة سكان ساروقاميش هي اللغة الكردية و هم من أهل السنة والجماعة والمذهب الشافعي.